# 15766 Strahlenberg
A 15766 Strahlenberg (ideiglenes jelöléssel 1993 BD13) a Naprendszer kisbolygóövében található aszteroida. Eric Walter Elst fedezte fel 1993. január 22-én.